# ニッポンを釣りたい!
『ニッポンを釣りたい!』（ニッポンをつりたい）は、テレビ新広島（TSS）で1995年から2021年まで、同局の看板釣り番組だった『釣りごろつられごろ』の制作スタッフが毎年1回（例年6月第4日曜日、2003年のみ7月第1日曜日）制作していた、FNS系列全国ネットの特別番組。放送時間は日曜日 16:05 - 17:20（キー局のフジテレビでは『日曜スペシャル』枠で放送）。

## 概要
番組は1995年に放送開始。毎回、3話ずつのオムニバス形式となっており、1人または1組（2 - 4人）の芸能人が日本全国の様々な釣りに挑む。一時期道場六三郎がレギュラーで出演しており、ゲスト1組に同行しゲストが釣った魚を調理していた。元々、TSSは同時期に『ポカリスエットオープンゴルフトーナメント』を主催し、フジテレビ系列全国ネットで中継をしていたが、1994年に廃止されたため、これに代わるイベントとして放送を始めた。
全国ネット番組であるため、制作著作クレジットはローカル番組や中国ブロックネット番組で使用している「情熱電波! TSS」→「ここからっ! TSS」などのキャッチコピーではなく、正式ロゴで「テレビ新広島」と表示している。

### 番組の終焉および『西村キャンプ場』への移行
2020年・2021年は、新型コロナウイルス感染拡大の影響により、これまでと違う流れで放送された。2020年はそもそもロケーション収録ができなかったため、過去20年分の歴史を振り返り、巨大魚との格闘シーンの歴代1位を決める企画として『ニッポンを釣りたい! つり-1グランプリ 芸能人伝説の格闘SP』のタイトルで6月28日（日曜）に放送され、司会および審査員をミルクボーイが務めた。2021年は『ニッポンを釣りたい! 釣って食べて寝たいだけ。』と題し、豪華タレント陣が"釣りアウトドア"を満喫するという内容で放送され、同じくTSSが制作している『西村キャンプ場』の要素が強めとみられた。しかし、2021年を最後に17年の歴史に幕を下ろすとともに、翌2022年からは『西村キャンプ場』の全国ネット特番へ移行した（2022年は『西村キャンプ場〜瀬戸内ぐるっとアポなしキャンプ旅〜』を放送。2023年からは今田耕司も参加し『今田と西村キャンプ場』シリーズを放送している）。

## タレント出演歴
ここでは明らかになっている2000年以降の出演者のみ記載する。
- 2000年 菅井きん、千堂あきほ、保坂尚輝、野々村真、黒沢年男・黒沢裕美親子、磯野貴理子
- 2001年 セイン・カミュ、ダニエル・カール、西川峰子、未唯、桑野信義・桑野将直親子、保坂尚輝、野々村真
- 2002年 オール阪神・巨人、DonDokoDon、石塚英彦（ホンジャマカ）、山口もえ、生瀬勝久・生瀬陽三親子、藤崎奈々子、山川恵里佳
- 2003年 高樹沙耶、光浦靖子（オアシズ）、照英、花田勝、東野幸治、山田花子、ライセンス、カラテカ、東幹久、福岡サヤカ、佐藤あかね
- 2004年 トミーズ雅、照英、小沢真珠、大河内奈々子、ガレッジセール
- 2005年 西城秀樹、高樹沙耶、山口智充（DonDokoDon）、松岡充（SOPHIA）、北陽
- 2006年 遠藤章造（ココリコ）、山本圭一（極楽とんぼ）、平山あや、加藤晴彦、中西哲生、須藤元気
- 2007年 高橋ジョージ、三船美佳、パンツェッタ・ジローラモ、森下千里、まちゃまちゃ、南海キャンディーズ、森三中
- 2008年 戸田恵子、瀬戸カトリーヌ、ブラックマヨネーズ、矢口真里、ペナルティ
- 2009年 片岡鶴太郎、高田延彦、FUJIWARA、宮川大輔、山本高広、杉浦太陽、夏川純
- 2010年 坂口憲二、青木崇高、熊田曜子、安田美沙子、池田夏希、浅草キッド、上原美優
- 2011年 麻丘めぐみ、宅間孝行、永井大、はるな愛、南明奈、トータルテンボス
- 2012年 さかなクン、渡部豪太、温水洋一、渡辺直美、大島麻衣、平山浩行
- 2013年 宇梶剛士、田中要次、市原隼人、いとうあさこ、福田彩乃
- 2014年 田村亮（ロンドンブーツ1号2号）、小塚拓矢（怪魚ハンター）、ピエール瀧、ローラ、杉村太蔵、西川史子、椿鬼奴、ふくだあかり
- 2015年 前園真聖、じゅんいちダビッドソン、中村アン、友近、ヒロミ、ベリッシモ・フランチェスコ、春日俊彰（オードリー）、浜谷健司（ハマカーン）、ボビー・オロゴン
- 2016年 哀川翔、篠原信一、鈴木福、谷花音、チャンカワイ（Wエンジン）、平成ノブシコブシ、おのののか
- 2017年 田村亮（ロンドンブーツ1号2号）、吉田沙保里、宮川大輔、小倉優子、馬場裕之（ロバート）、中村静香、平野レミ
- 2018年 哀川翔、勝俣州和、稲村亜美、宮川大輔、和牛
- 2019年 山下健二郎、原西孝幸（FUJIWARA）、春日俊彰（オードリー）、夏菜、川村エミコ（たんぽぽ）
- 2021年 チョコレートプラネット、マヂカルラブリー、ガンバレルーヤ、横山由依（AKB48）、井上咲楽、たけだバーベキュー

## スタッフ

### 2021年時点のスタッフ
- ナレーター：服部潤
- 構成：岩井田洋光
- 編集：山本憲治（TSSプロダクション）
- プロデューサー：豊田健志（テレビ新広島）、高見剛史（TSSプロダクション）
- チーフディレクター：麻倉良一（TSSプロダクション）
- 製作著作：テレビ新広島

### 過去のスタッフ
- ナレーター：羽佐間道夫（ - 2014年）、近石真介（2015年）、平野義和（2016年）
- プロデューサー：辻井正典（テレビ新広島）、清水正義（TSSプロダクション）、溝添寛伸（TSSプロダクション）
- タイトル題字：汲地一郎（有限会社ダグ）